# London Warriors
Die London Warriors sind eine American-Football-Mannschaft mit Sitz in Thornton Heath, London, Vereinigtes Königreich. Sie spielen in der BAFA National Leagues Premier Division South, der höchsten Spielklasse des britischen American Football. Die Mannschaft trägt ihre Heimspiele in der Selhurst Sports Arena aus. 
Die Warriors sind eine der erfolgreichsten American-Football-Mannschaften im Vereinigten Königreich. Zwischen 2011 und 2019 qualifizierte sich die Mannschaft acht Mal für den Britbowl, das nationale Finale, und gewann dieses sechs Mal.

## Geschichte
Das London Warriors Juniors American Football Programme wurde 2005 gegründet. Das Jugendteam der Warriors gewann bereits in den beiden ersten Jahren die britische Jugendmeisterschaft. 2007 wurde aus diesem Programm heraus eine Seniorenmannschaft unter dem Namen London Cobras gegründet. Diese Mannschaft wurde noch im selben Jahr in die British American Football League BAFL aufgenommen und startete 2008 in der Division 2 in den Spielbetrieb. Zwei Mal in Folge stieg die Mannschaft direkt auf und spielt jetzt unter dem Namen Warriors seit 2010 in der höchsten Spielklasse, nun BAFA National Leagues Premier Division. 
2011 konnten sich die Warriors erstmals für den Britbowl qualifizieren, unterlagen aber dem Lokalkonkurrenten und amtierenden Meister London Blitz. Nachdem die Warriors auch 2012 der Blitz unterlegen war, drehten die Warriors 2013 den Spieß um und gewannen mit einem 26:23 über London Blitz erstmals die nationale Meisterschaft. In den folgenden drei Jahren konnte man den Titel jeweils verteidigen, wobei man im Finale jeweils wieder London Blitz gegenüberstand.
2017 konnten sich die Warriors dagegen nach einer 34:38–Niederlage im Halbfinale gegen Tamworth Phoenix erstmals nach sechs Jahren nicht für das Finale qualifizieren. 2018 zog man dagegen erneut in den Britbowl ein und besiegte den nun amtierenden Meister Tamworth Phoenix mit 48:34. Auch die Neuauflage dieses Finales im Jahr 2019 konnte man mit 56:29 für sich entscheiden.

### Spielzeiten
|      | Liga/Division                | Rang              | Siege             | Remis             | Niederlagen       | Play-Offs                    |
| ---- | ---------------------------- | ----------------- | ----------------- | ----------------- | ----------------- | ---------------------------- |
| 2008 | BAFL Division Two South East | 1.                | 10                | 0                 | 0                 | Aufstieg in Division One     |
| 2009 | BAFL Division One South East | 1.                | 08                | 1                 | 0                 | Aufstieg in Premier Division |
| 2010 | BAFA Premier South           | 4.                | 05                | 0                 | 5                 | –                            |
| 2011 | BAFA Premier South           | 2.                | 07                | 1                 | 1                 | Britbowl XXV verloren        |
| 2012 | BAFA Premier South           | 1.                | 08                | 0                 | 0                 | Britbowl XXVI verloren       |
| 2013 | BAFA Premier South           | 1.                | 10                | 0                 | 0                 | Britbowl XXVII gewonnen      |
| 2014 | BAFA Premier South           | 1.                | 08                | 0                 | 0                 | Britbowl XXVIII gewonnen     |
| 2015 | BAFA Premier South           | 1.                | 07                | 0                 | 1                 | Britbowl XXIX gewonnen       |
| 2016 | BAFA Premier South           | 1.                | 10                | 0                 | 0                 | Britbowl XXX gewonnen        |
| 2017 | BAFA Premier South           | 2.                | 08                | 0                 | 2                 | Halbfinale verloren          |
| 2018 | BAFA Premier South           | 1.                | 10                | 0                 | 0                 | Britbowl XXXII gewonnen      |
| 2019 | BAFA Premier South           | 1.                | 10                | 0                 | 0                 | Britbowl XXXIII gewonnen     |
| 2020 | Covid-19-Pandemie            | Covid-19-Pandemie | Covid-19-Pandemie | Covid-19-Pandemie | Covid-19-Pandemie | Covid-19-Pandemie            |
| 2021 | Covid-19-Pandemie            | Covid-19-Pandemie | Covid-19-Pandemie | Covid-19-Pandemie | Covid-19-Pandemie | Covid-19-Pandemie            |
| 2022 | BAFA Premier South           | 1.                | 10                | 0                 | 0                 | Britbowl XXXIV verloren      |

## Besonderheiten
Die Warriors hatten eine Reihe bemerkenswerter Spieler. Der ehemaligen NFL-Wide-Receiver Marvin Allen spielte 2008 bis 2011 bei den Warriors und wechselte später in den Trainerstab der Warriors. Im Jahr 2014 wechselte Warriors-Spieler Efe Obada zu den Dallas Cowboys; er spielt heute bei den Washington Commanders.
Seit 2014 haben die Warriors auch ein Frauenprogramm mit mehreren Mannschaften.